# 陳柏宗
陳柏宗（？—）是一名臺灣自由車運動員，台中人，曾與陳溪川、黃添財、賴士雄共同獲得1958年亞洲運動會男子團體追逐賽銅牌。個人曾奪得第五屆臺灣省自由車錦標賽男子公路賽冠軍。